# Tulare County
Tulare County er et amt beliggende i den centrale del af den amerikanske delstat Californien. Hovedbyen i amtet er Visalia. I år 2010 havde amtet 442.179 indbyggere.

## Historie
Amtet blev grundlagt i 1852 med dele fra Mariposa County.

## Geografi
Ifølge United States Census Bureau er Tulares totale areal på 12.533,2 km², hvoraf de 39,2 km² er vand. 

### Grænsende amter
- Fresno County - nord
- Inyo County - øst
- Kern County - syd
- Kings County - vest

### Byer i Tulare
| - Dinuba - Exeter - Farmersville - Lindsay - Porterville - Tulare - Visalia - Woodlake |